# Pervers Homer
Pervers Homer (France) ou Méchant, méchant (Québec) (Homer: Badman) est le 9e épisode de la saison 6 de la série télévisée d'animation Les Simpson est une réflexion satirique sur la culture médiatique et la façon dont les affaires peuvent dégénérer en sensationnalisme. Dans cet épisode, Homer est accusé de harcèlement lorsqu’il essaie de récupérer un bonbon à l’arrière d’une dame sur un marché, ce qui aboutit à une série de malentendus et de fausses interprétations.

## Synopsis
Homer et Marge vont à une foire à la sucrerie et laissent donc les enfants à une baby-sitter. À la foire, Homer et Marge volent beaucoup de sucreries mais Homer adore particulièrement une réplique miniaturisée et en gélatine de la Vénus de Milo. Le couple s'enfuit puis Homer raccompagne chez elle la baby-sitter. Il arrête la voiture devant la maison de la jeune fille, quand il aperçoit soudain sa « précieuse » Vénus de Milo collée aux fesses de la baby-sitter. Homer, sans penser à mal, y met donc la main pour récupérer sa friandise. En voyant Homer (la bave aux lèvres) tendre la main vers ses fesses, la baby-sitter croit à une tentative de viol et s'enfuit en hurlant.
Le lendemain de nombreuses personnes, menées par la baby-sitter, manifestent devant la maison d'Homer : elle l'accuse de l'avoir agressé sexuellement. Petit à petit, Homer sombre dans la déprime car tout le monde est contre lui : la télévision, ses amis et même ses enfants, qui ne peuvent pas croire que la télé mente en le traitant de pervers. Cette situation difficile dure jusqu'au jour où Willie, le jardinier de l'école primaire, vient voir Homer et lui dit qu'il s'amuse à filmer les gens quand ils sont dans leurs voitures. Et, par chance, il a filmé Homer et la baby-sitter. Le court film montre clairement Homer récupérant la Vénus, par gourmandise et non par perversion. La jeune fille présente ses excuses pour l'avoir injustement accusé. Quant à Willie, c'est désormais lui qui est présenté comme un pervers.